# Domingo Tejera
Domingo Tejera (22. července 1899, Montevideo – 30. červen 1969) byl uruguayský fotbalista. Nastupoval především na postu obránce.
S uruguayskou reprezentací vyhrál mistrovství světa ve fotbale 1930. Roku 1920 též mistrovství Jižní Ameriky. V národním týmu působil v letech 1922–1932 a odehrál za něj 20 utkání.
Celou svou kariéru strávil v klubu Montevideo Wanderers, stal se s ním jednou mistrem Uruguaye (1931).